# Djävulsklyftan
Djävulsklyftan (originaltitel The Savage Gorge) är en roman av Colin Forbes (pseudonym för Raymond Harold Sawkins). Den publicerades först i november 2006 och kom ut i svensk översättning 2008. Detta var Forbes sista bok och han dog innan den publicerades.